# SS Sultana
El SS Sultana fue un barco de vapor, construido en 1863 en Cincinnati. Sirvió en el río Misisipi, destinado al comercio de algodón. Fue destruido en una explosión provocada por una caldera en mal estado el 27 de abril de 1865, constituyendo el mayor desastre marítimo de la historia de los Estados Unidos.
Aunque estaba diseñado con una capacidad de sólo 376 pasajeros, transportaba 2.127 cuando tres de las cuatro calderas del barco explotaron y provocaron su hundimiento cerca de Memphis (Tennessee). El desastre se vio eclipsado en la prensa por los acontecimientos que rodearon el final de la guerra civil estadounidense, incluido el asesinato de John Wilkes Booth, quien había asesinado antes al presidente Abraham Lincoln. Aunque se desconoce el número exacto de muertos, se cree que murieron entre 1100 y 1500 personas.

## Accidente

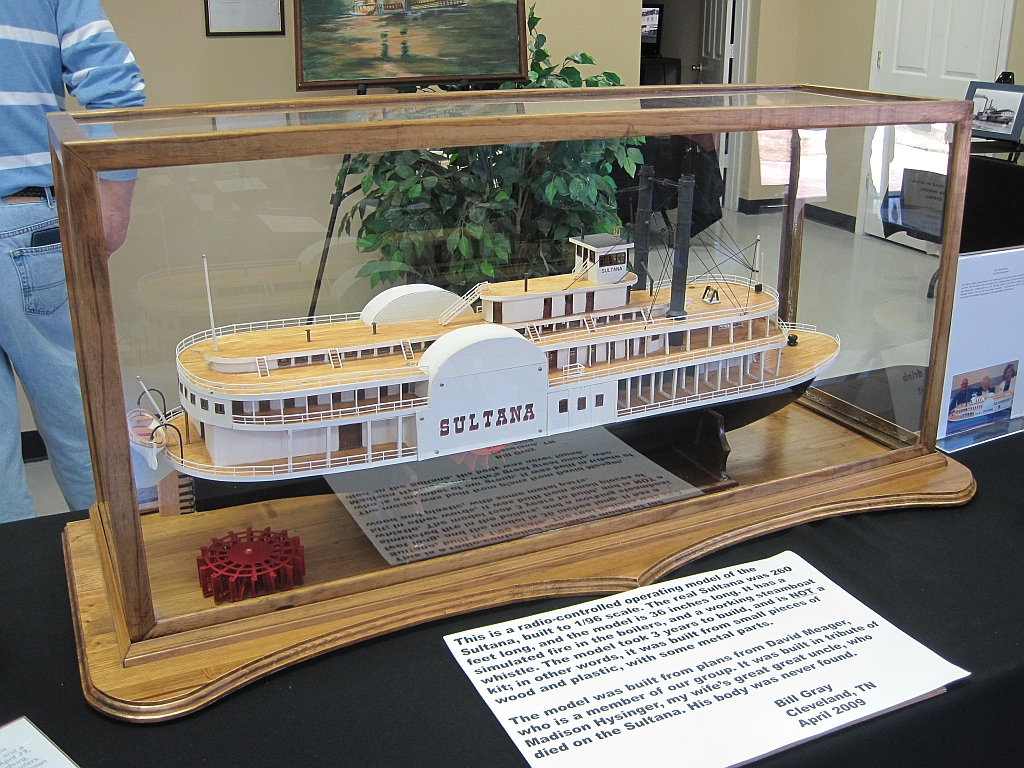
Maqueta del vapor SS Sultana.

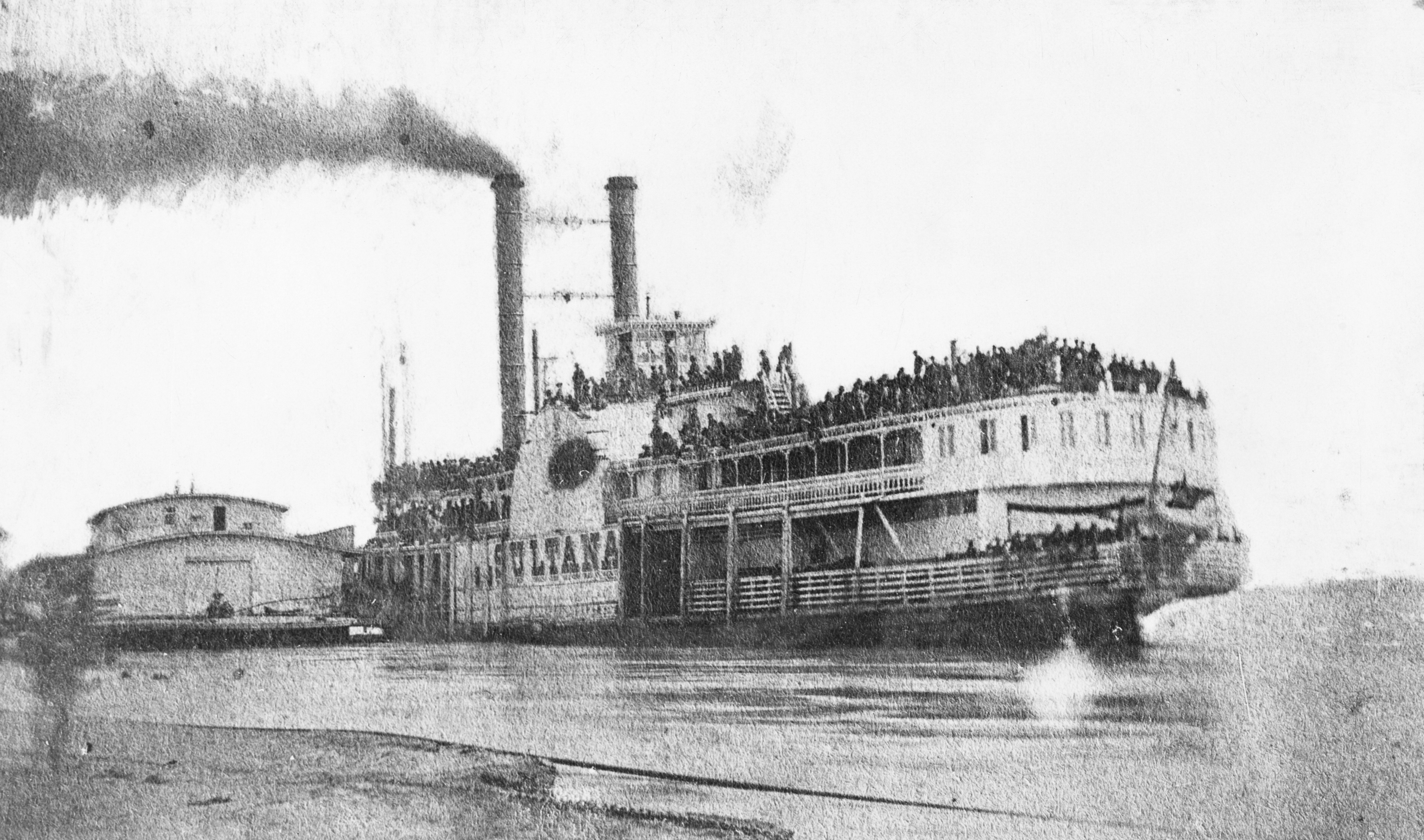
El SS Sultana en Helena (Arkansas) el día anterior a la explosión. Nótese la gran cantidad de personas en las cubiertas.

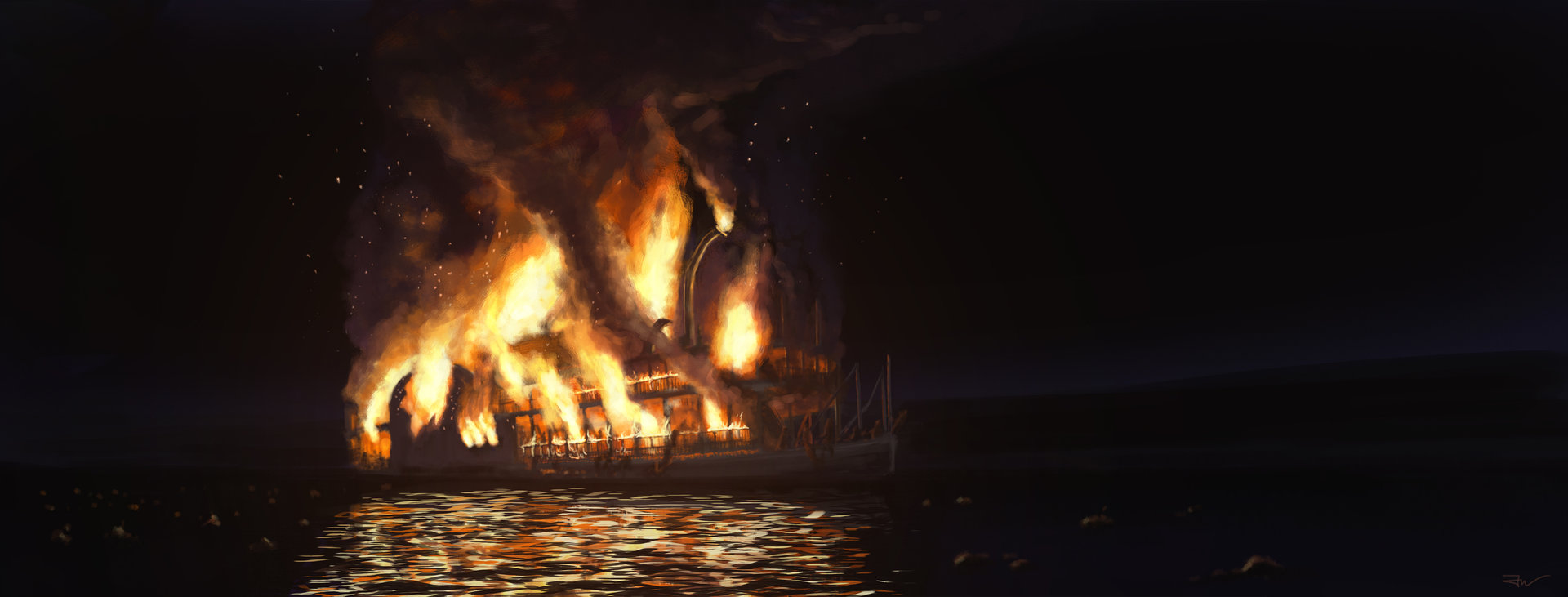
Una impresión artística del incendio (2015)

El Sultana transportaba a 85 miembros de la tripulación, 70 pasajeros, alrededor de 1950 soldados de la Unión procedentes de campos de prisioneros confederados, 22 guardias del 58.º Regimiento de Infantería Voluntaria de Ohio. El barco sólo tenía una capacidad legal para llevar a 376 personas (tripulación y pasaje).
Alrededor de las 2 a. m. del 27 de abril de 1865, cuando el Sultana se encontraba a unas siete millas (11 km) al norte de Memphis, sus calderas explotaron repentina y violentamente, matando a muchas personas instantáneamente.  Primero explotó una caldera, seguida una fracción de segundo después por dos más.
La enorme explosión de vapor se produjo en la parte superior trasera de las calderas. Subió en un ángulo de 45 grados, destrozando las cubiertas abarrotadas de arriba y destruyendo por completo el puente de mando. Sin un piloto que dirigiera el barco, el Sultana se convirtió en un casco a la deriva y en llamas. La violenta explosión arrojó a algunos pasajeros de cubierta al agua y abrió un enorme agujero de entre 7 y 9 metros en el vapor. Con las calderas hechas pedazos, las chimeneas gemelas cayeron; la chimenea de estribor cayó hacia atrás en el agujero de la explosión, y la chimenea de babor cayó hacia adelante sobre la sección delantera abarrotada de la cubierta superior, golpeando la campana del barco de vapor al caer. 
La parte delantera de la cubierta superior se derrumbó sobre la cubierta intermedia, matando y atrapando a muchas personas en los restos. Afortunadamente, las resistentes barandillas alrededor de las aberturas gemelas de la escalera principal evitaron que la cubierta superior se aplastara por completo sobre la cubierta intermedia. Los hombres que se encontraban alrededor de las aberturas gemelas se arrastraron rápidamente bajo los restos y bajaron por las escaleras principales. Más atrás, las cubiertas que se derrumbaban formaban una pendiente que conducía hacia las cajas de los hornos expuestas. La madera rota se incendió y convirtió la superestructura restante en un infierno furioso. Los supervivientes entraron en pánico y corrieron hacia la seguridad del agua, pero en su estado debilitado, pronto se quedaron sin fuerzas y comenzaron a aferrarse unos a otros. Grupos enteros de personas se hundieron juntos.
Mientras el Sultana ardía y los hombres a bordo ya estaban muertos o luchaban por sus vidas, el vapor Bostona (n.º 2) (construido en 1860 pero que descendía río abajo en su viaje inaugural después de haber sido remodelado) llegó alrededor de las 2:30 a. m., media hora después de la explosión, y rescató a decenas de supervivientes. Al mismo tiempo, docenas de personas habían flotado 11 kilómetros río abajo y comenzaron a flotar más allá de la costa de Memphis, pidiendo ayuda hasta que fueron notados por las tripulaciones de los barcos de vapor atracados y los buques de guerra estadounidenses, que inmediatamente se dispusieron a rescatar a los sobrevivientes. Finalmente, el casco del Sultana se desplazó unos 10 km hacia la orilla oeste del río, se quemó hasta la línea de flotación y se hundió alrededor de las 7:00 a. m. cerca de Mound City y la actual Marion, Arkansas, unas cinco horas después de la explosión. Otros barcos se unieron al rescate, incluidos los vapores Silver Spray, Jenny Lind y Pocahontas, el acorazado de la marina USS Essex y el cañonero de ruedas laterales USS Tyler.
Los pasajeros que sobrevivieron a la explosión inicial tuvieron que arriesgar sus vidas en las heladas aguas primaverales del Misisipi o quemarse con el barco. Muchos murieron ahogados o por hipotermia. Algunos supervivientes fueron rescatados de las copas de árboles semisumergidos a lo largo de la costa de Arkansas. Durante meses se siguieron encontrando cadáveres de víctimas río abajo, algunos hasta Vicksburg. Muchos cuerpos nunca fueron recuperados. La mayoría de los oficiales del Sultana, incluido el capitán Mason, estaban entre los que perecieron.

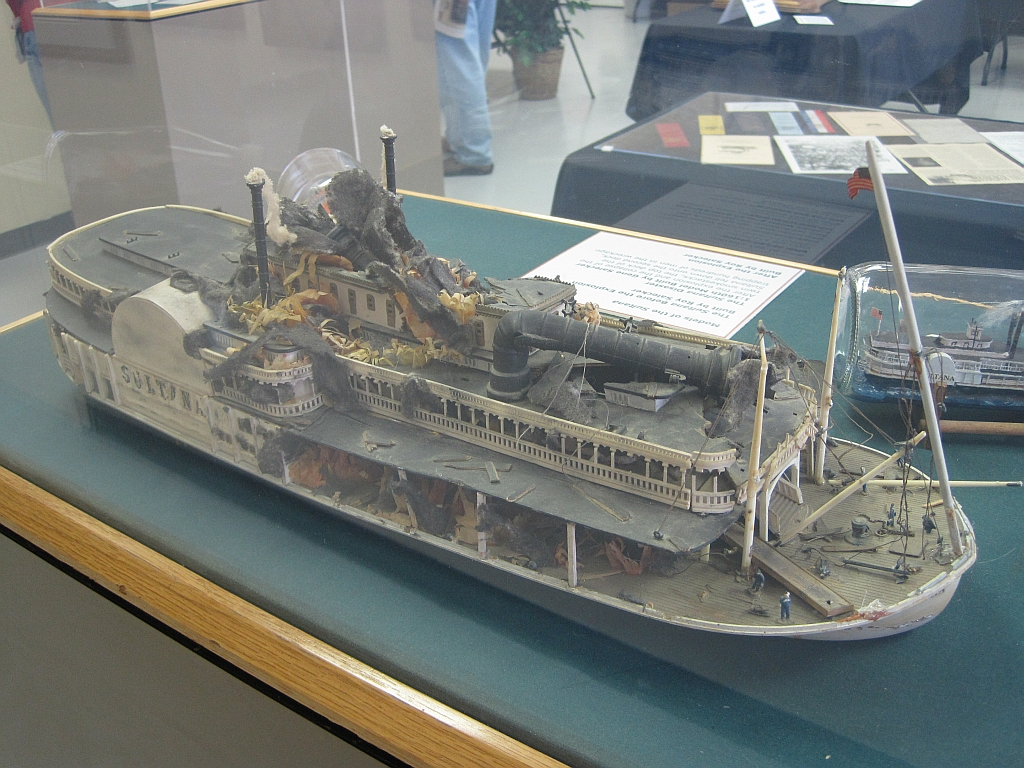
Maqueta que representa los daños en el Sultana tras las explosiones.

Cerca de 500 supervivientes, muchos de ellos con horribles quemaduras, fueron trasladados a hospitales de Memphis, hasta 300 de ellos murieron con posterioridad a causa de sus heridas. Continuaron encontrándose cadáveres de las víctimas río abajo durante varios meses después del accidente.
El suceso tuvo lugar poco después del asesinato de John Wilkes Booth, quien había asesinado antes al presidente Abraham Lincoln y que, junto a las noticias relativas al final de la guerra de Secesión, acapararon en esos días la atención de medios y público.
Existen monumentos para conmemorar a las víctimas del accidente del Sultana en Memphis y Knoxville (Tennessee), Vicksburg (Misisippi), Cincinnati (Ohio) y otras ciudades.